# Obsession (Fernsehserie)
Obsession ist eine britische Miniserie, die 2023 von Gaumont Film Company und Moonage Productions für Netflix  produziert wurde. Die Erotik-Thriller-Serie basiert auf dem Roman Verhängnis von Josephine Hart. Die Veröffentlichung erfolgte am 13. April 2023 weltweit auf Netflix.

## Handlung
William Farrow ist ein renommierter und talentierter Chirurg, der gerade eine schwierige Operation zur Trennung von siamesischen Zwillingen erfolgreich abgeschlossen hat. Zusammen mit seiner Ehefrau Ingrid führt er eine harmonische Beziehung, aus der die Kinder Jay und Sally stammen. William und Ingrid erfahren, dass ihr Sohn eine neue Freundin namens Anna Barton hat. William lernt diese bei einer Party in Westminster kennen. Sofort werden lüsterne Blicke ausgetauscht. Wenig später beginnen die beiden eine heimliche und leidenschaftliche Affäre in der Wohnung von Peggy, die Anna in deren Abwesenheit bewohnt.
Schnell wird William von Anna besessen und spioniert ihr nach. Er kann es nicht ertragen, dass Jay ebenfalls mit Anna schläft. Er folgt den beiden sogar nach Paris, obwohl Anna ihm die Regel für die Affäre klargemacht hat: Die beiden treffen sich nur in Peggys Wohnung und sonst nirgends. Anna hütet jedoch auch ein Geheimnis. Ihr Bruder Aston  hat sich das Leben genommen, nachdem ihn Anna zurückgewiesen hat. Wie sich herausstellt, hat Annas Bruder diese sexuell missbraucht und war in sie verliebt. Ihre Mutter Elizabeth wusste darüber Bescheid und hat geschwiegen. Als Anna eines Tages den Mut hatte sich zu wehren, nahm sich Aston das Leben.
Das Verhalten von William wird immer fixierter auf Anna, was auch Jay merkt. Als dieser nachforscht, kommt er hinter die Affäre von Anna mit seinem Vater. Vor lauter Schock stürzt er das Geländer in dem Treppenhaus von Annas Wohnung runter und stirbt. Durch den Tod von Jay kommt auch Ingrid hinter die Affäre und trennt sich von ihrem Mann. Dieser glaubt nun, dass er mit Anna zusammenkommen kann, da die Welt nun über ihre Beziehung Bescheid wisse. Anna jedoch verachtet das Leid, das sie anderen zugefügt haben, und bereut es, William jemals begegnet zu sein. Sie distanziert sich von ihm und verkauft die Wohnung, die später William erwirbt. Anna begibt sich zur Therapie, da sie sich für den Tod von ihrem Bruder und Jay verantwortlich fühlt.

## Besetzung und Synchronisation
Die deutsche Synchronisation entsteht unter der Dialogregie von Christa Kistner und nach einem Dialogbuch von Christine Roche durch die Synchronfirma EVA Studios Germany GmbH in Berlin.
| Rollenname       | Schauspieler         | Synchronsprecher       |
| ---------------- | -------------------- | ---------------------- |
| Anna Barton      | Charlie Murphy       | Alice Bauer            |
| William Farrow   | Richard Armitage     | Torben Liebrecht       |
| Ingrid Farrow    | Indira Varma         | Katharina Spiering     |
| Jay Farrow       | Rish Shah            | Amadeus Strobl         |
| Sally Farrow     | Sonera Angel         |                        |
| Peggy            | Pippa Bennett-Warner | Katharina Schwarzmaier |
| Elizabeth Barton | Marion Bailey        | Frauke Poolman         |

## Hintergrund
Im März 2022 wurde die Produktion unter dem Titel Damage offiziell angekündigt. Als Produzentin wurde Gina Carter engagiert, während Matthew Read, Frith Triplady und Alison Jackson als Executive Producer tätig sind. Die zentralen Hauptrollen wurden zur selben Zeit mit Charlie Murphy, Richard Armitage, Indira Varma und Rish Shah besetzt.
Die Dreharbeiten fanden zwischen März und Mai 2022 hauptsächlich in den Twickenham Film Studios in London statt. Einige Szenen entstanden dabei in der französischen Hauptstadt Paris und Marseille.
Die Veröffentlichung fand am 13. April 2023 auf Netflix statt.

## Episodenliste
| Nr.                                                                        | Deutscher Titel | Originaltitel | Regie                            | Drehbuch                                             |
| -------------------------------------------------------------------------- | --------------- | ------------- | -------------------------------- | ---------------------------------------------------- |
| 1                                                                          | Folge 1         | Episode 1     | Lisa Barros D’Sa & Glenn Leyburn | Morgan Lloyd Malcolm, Josephine Hart & Benji Walters |
| 2                                                                          | Folge 2         | Episode 2     | Lisa Barros D’Sa & Glenn Leyburn | Morgan Lloyd Malcolm, Josephine Hart & Benji Walters |
| 3                                                                          | Folge 3         | Episode 3     | Lisa Barros D’Sa & Glenn Leyburn | Morgan Lloyd Malcolm, Josephine Hart & Benji Walters |
| 4                                                                          | Folge 4         | Episode 4     | Lisa Barros D’Sa & Glenn Leyburn | Morgan Lloyd Malcolm, Josephine Hart & Benji Walters |
| Am 13. April 2023 wurden alle Folgen der Serie bei Netflix veröffentlicht. |                 |               |                                  |                                                      |

## Rezeption
Die Miniserie erhielt überwiegend negative Kritiken. Auf dem Rezensionsaggregator Rotten Tomatoes hat die Serie eine Zustimmungsrate von 43 % mit einer durchschnittlichen Bewertung von 2,2/10. Auf Metacritic hat es eine Punktzahl von 38 von 100 basierend auf 7 Kritiken, was auf eher „negative Bewertungen“ hinweist.